# Astra Film Corporation
Astra Film Corporation foi uma companhia cinematográfica estadunidense da era do cinema mudo, especializada na produção de filmes, que esteve ativa de 1915 a 1921. Entre 1915 e 1916, esteve sob o nome Astra Film Company, e em 1916, passou a ser denominada Astra Film Corporation. Tinha sua sede em Glendale, Califórnia, e o estúdio em Verdugo Road, também em Glendale.

## Histórico
Fundada por Louis J. Gasnier, teve como co-fundador George B. Seitz. Louis J. Gasnier era vice-presidente da Pathé e, em 1916, renunciou a seu cargo para organizar a Astra Film.
O primeiro filme que a companhia produziu foi Via Wireless, um filme de 50 minutos dirigido por George Fitzmaurice, baseado em uma peça de Paul Armstrong e Winchell Smith, e lançado pela Pathé em setembro de 1915. Suas produções eram, na grande maioria, distribuídas pela Pathé Exchange, e as duas empresas eram associadas.
A Astra Film produziu principalmente seriados, curta-metragens e uma série de comédias, que ficaram conhecidas como as “Mermaid Comedies”, produzidas entre 1920 e 1921.
O último filme produzido foi Robinson Crusoe Ltd., uma comédia curta lançada pela Educational Film Exchanges em 14 de agosto de 1921. Essa e mais 11 comédias fizeram parte das Mermaid Comedies, lançadas pela Educational Film Exchanges.

## Filmografia parcial
- Via Wireless (1915)
- Pearl of the Army (1916)
- The Shielding Shadow (1916)
- The Seven Pearls (1917)
- The Fatal Ring (1917)
- The Mystery of the Double Cross (1917)
- The Hidden Hand (1917)
- The Seven Pearls (1917)
- Hands Up! (1918)
- The House of Hate (1918)
- The Naulahka (1918)
- The Adventures of Ruth (1919)
- The Tiger's Trail (1919)
- The Lightning Raider (1919)
- Daredevil Jack (1920)
- The Phantom Foe (1920)
- Pirate Gold (1920)
- The Third Eye (1920)
- Trailed By Three (1920)
- Robinson Crusoe Ltd. (1921)